# Mercedes-Benz C 250
Mercedes-Benz C 250 - автомобілі, що виробляються компанією Mercedes-Benz з 1995 року. Виготовляються в кузовах седан, універсал, купе. Існують такі покоління цієї моделі:
- Mercedes-Benz C (W202) (1995-1997);
- Mercedes-Benz C (T202) (1997-2001);
- Mercedes-Benz C (W204) (2007-2011);
- Mercedes-Benz C (W204) (2011-2014);
- Mercedes-Benz C (T204) (2011-н.ч.);
- Mercedes-Benz C (C204) (2011-н.ч.);
- Mercedes-Benz C (W205) (2014-н.ч.).

## Опис
Mercedes-Benz C250 оснащений 2-літровим чотирициліндровим мотором, потужністю 211 к.с., працює в парі з 7-ступінчастою АКПП 7G-TRONIC PLUS. Крутний момент двигуна дорівнює 550 Нм. Такий двигун здатний розігнати автомобіль до сотні за 6,6 с., а максимальна швидкість 250 км/год. Показники витрати палива рівні: у місті - 7,2 л/100 км, за містом - 4,7 л/100 км, у змішаному циклі - 5,6 л/100 км.

## Безпека
У 2014 році автомобілі Mercedes-Benz C 250 (C250 BlueTEC) тестувалися за ANCAP (Австралійська Програма Оцінки Нових Автомобілів) і отримали 5-зірковий рейтинг. 

## Огляд моделі

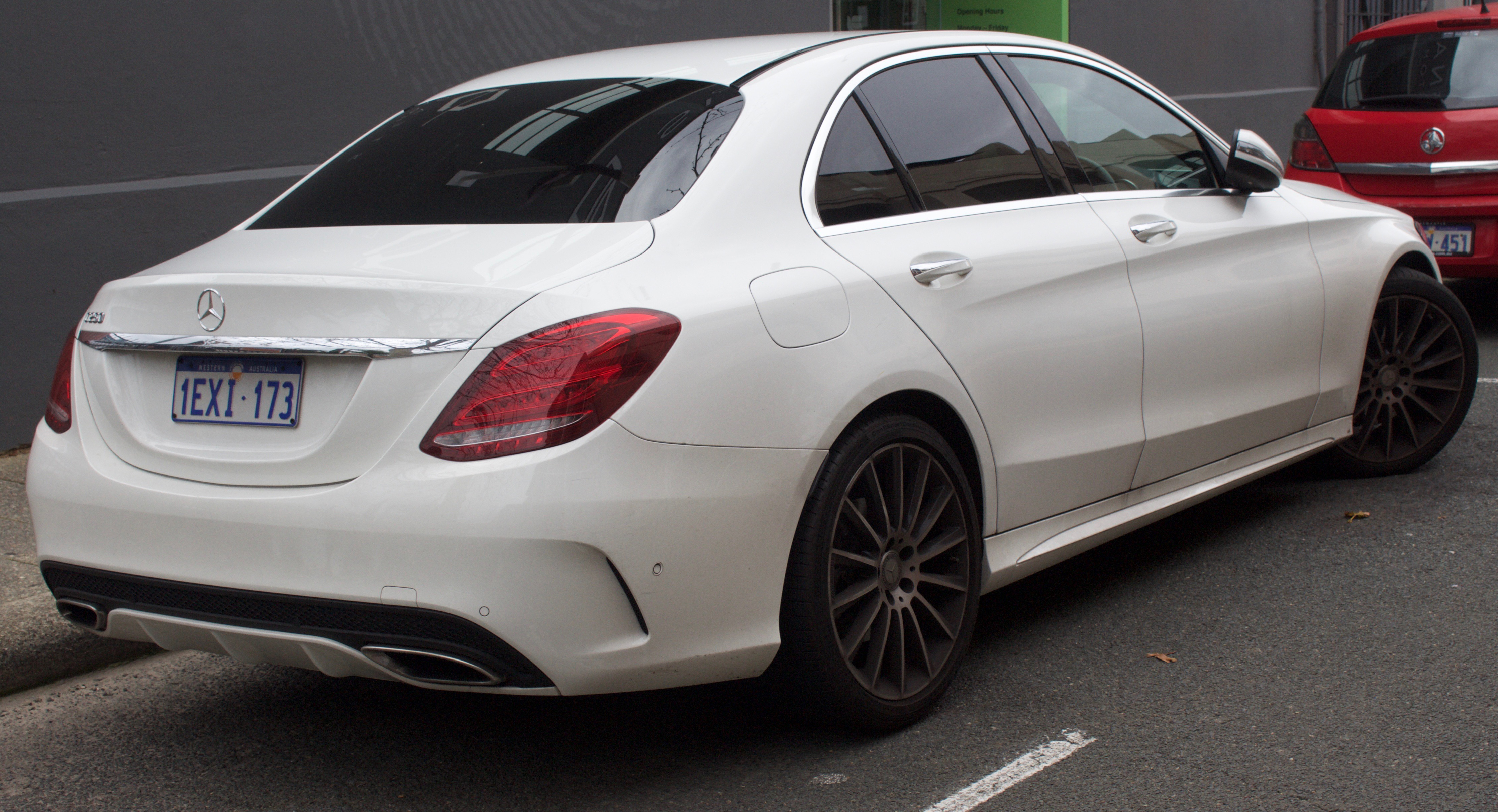
Mercedes-Benz C 250 (W 205) sedan back (2014-н.ч.)
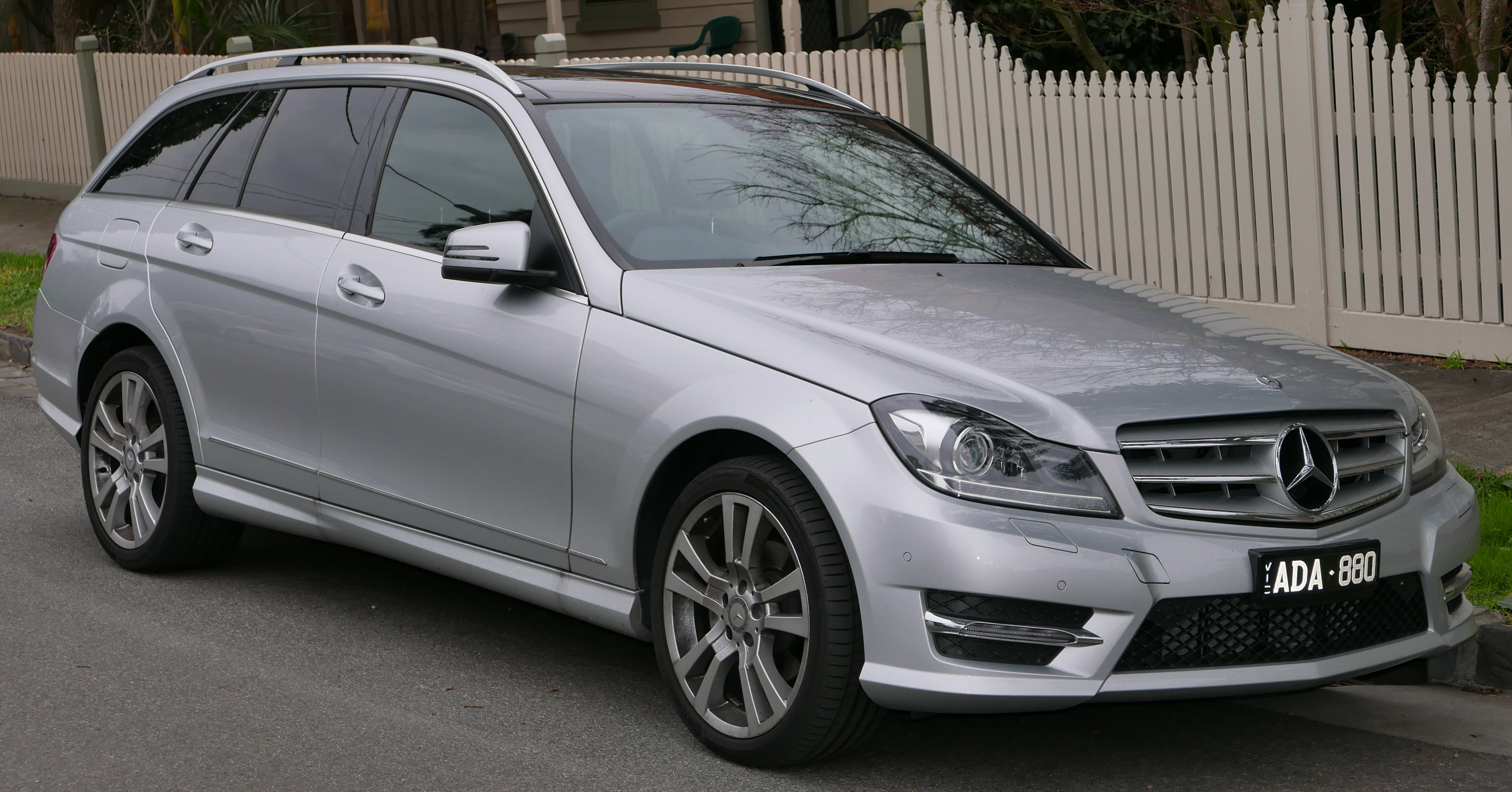
Mercedes-Benz C 250 CDI (S 204) Avantgarde station wagon (2014-н.ч.)
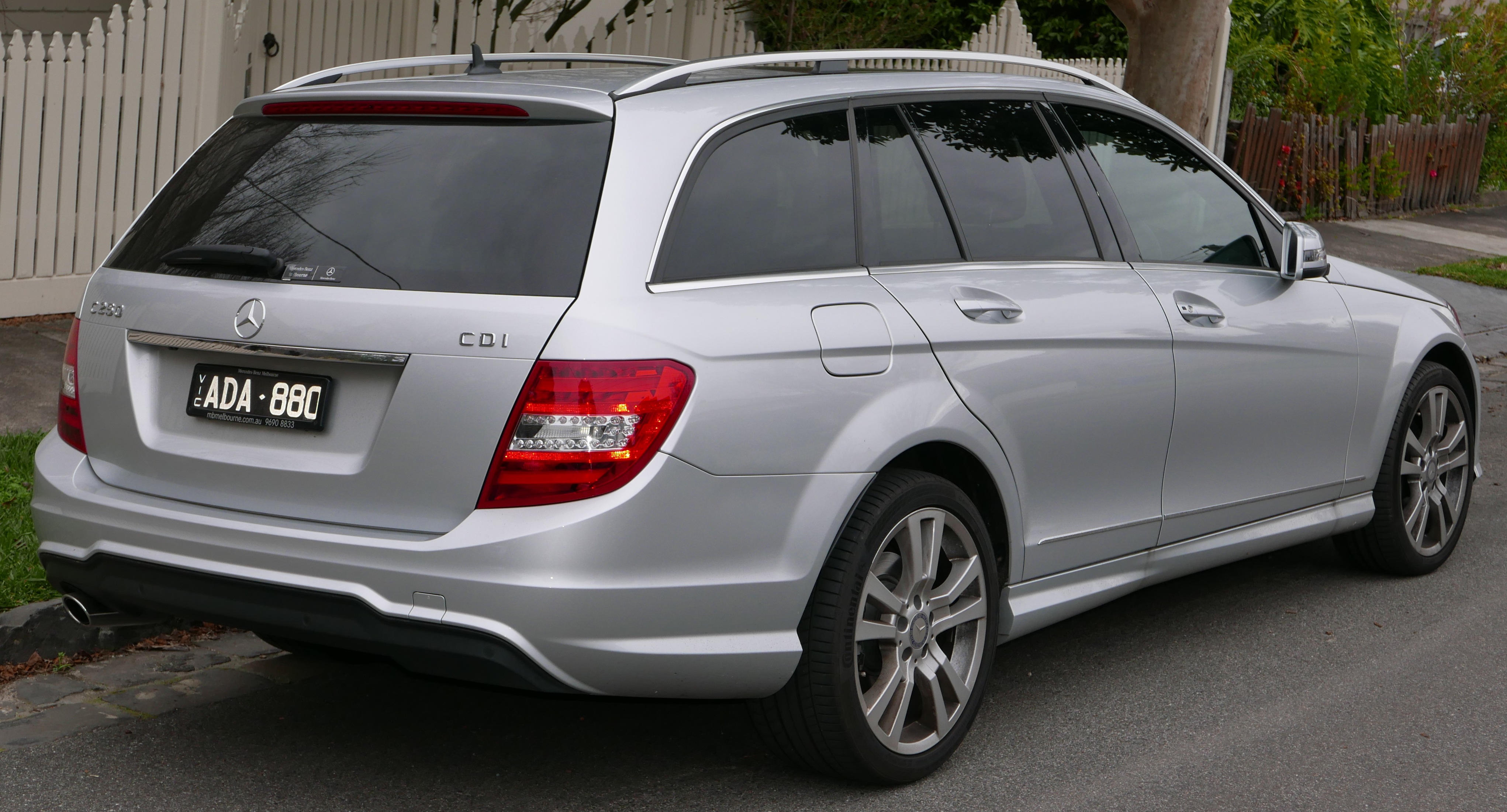
Mercedes-Benz C 250 CDI (S 204) Avantgarde station wagon back (2014-н.ч.)